# ساوتشي كوشي
ساوتشي كوشي (بالفرنسية: Sauchy-Cauchy)‏ هي بلدية تقع في إقليم باد كاليه من منطقة نور با دو كاليه في شمال فرنسا. تبلغ مساحة هذه المدينة 4.08 (كم²)، وترتفع عن سطح البحر 43 م، يبلغ عدد سكانها 407 نسمة حسب إحصاء المعهد الوطني للإحصاء والدراسات الاقتصادية سنة 2009 م. وترأس Jean-Charles Dupas البلدية خلال فترة (2008-2014).